# Pulaeus parapatzcuarensis
Pulaeus parapatzcuarensis är en spindeldjursart som först beskrevs av Shiba 1978.  Pulaeus parapatzcuarensis ingår i släktet Pulaeus och familjen Cunaxidae. Inga underarter finns listade i Catalogue of Life.